# Seth Adkins
Seth Adkins, né Seth Elijah Adkins, est un acteur américain né le 30 octobre 1989 à Albuquerque, au Nouveau-Mexique, États-Unis.

## Filmographie

### Comme acteur
Source principale : Internet Movie Database (cf. liens externes)

#### Cinéma
- 1997 : Stir de Rodion Nahapetov : Matthew Bekins
- 1997 : Titanic de James Cameron : le garçon Slovaque de 3 ans
- 1998 : Le Prince de Sicile (Mafia!) : Anthony Cortino enfant
- 1999 : P'tits Génies (Baby Geniuses) de Bob Clark : voix de Duby
- 1999 : Pirates of the Plain (en) de John R. Cherry III (en) : Bobby
- 2003 : The Failures de Tim Hunter : Sam Kyle
- 2004 : Le Singe funky d'Harry Basil : Michael
- 2005 : Bad News Bears de Richard Linklater : Jimmy
- 2007 : Pirate Camp de Michael Kastenbaum : Cooper Blakely (+ coproducteur)
- 2009 : Becoming Eduardo de Rod McCall : Henry
- 2010 : Privileged de Jonah Salander : Nick Webber
- 2010 : Laisse-moi entrer (Let Me In) de Matt Reeves : un collégien
- 2013 : This Must Be the Place de Paolo Sorrentino : Jimmy Ping Pong Kid
- 2013 : As Cool as I Am (en) de Max Mayer : Scott Booker
- 2013 : The Odd Way Home (en) de Rajeev Nirmalakhandan : Jeff Richards
- 2014 : 50 to 1 de Jim Wilson (en) : assistant de course
- 2014 : Transcendance (Transcendence) de Wally Pfister : étudiant misérable
- 2014 : Frontera (en) de Michael Berry : Sean
- 2018 : Horse Soldiers (12 Strong) de Nicolai Fuglsig : Josh

#### Télévision
- 1996 : Small Talk (jeu télévisé)

épisodes 31 à 35, saison 1
- 1996 : Sabrina, l'apprentie sorcière (Sabrina, the Teenage Witch) : Rex (série télévisée)

épisode 1, saison 1 : La Fugue de Salem A Girl and Her Cat
- 1997 : Urgences (E.R.) créée par Michael Crichton : Benny Miles (série télévisée)

épisode 13, saison 3 : Se voiler la face (Fortune's Fools)
- 1997 : Au risque de te perdre (...First Do No Harm) : Robbie Reimuller (téléfilm)
- 1997 : C-16 (C-16: FBI) : Daniel Rooney (série télévisée)

épisode 6, saison 1 : Eight Pounds of Pressure
- 1998 : Le Caméléon (The Pretender) créée par Steven Long Mitchell et Craig Van Sickle : Nicky Parks

épisode 16, saison 2 : Le Miroir recomposé (Silence)
- 1998-2003 : Les Anges du bonheur (Touched by an Angel) :

1998 : épisode 23, saison 4 : Le Concours (Perfect Little Angel) : Nick Beringer
 2003 : épisode 16, saison 9 : Prendre le temps… (A Time for Every Purpose) : Sam
- 1999 : La Promesse d'une mère (The Promise) : Billy Stoller (téléfilm)
- 2000 : Le Drew Carey Show (The Drew Carey Show) : Pinocchio (série télévisée)

épisode 19, saison 5 : Poisson d'avril no 3 (What's Wrong with This Episode III)
- 2000 : Geppetto (en) : Pinocchio (téléfilm)
- 2000 : Le Fils retrouvé (When Andrew Came Home) : Andrew Carlson (téléfilm)
- 2002 : Les Experts : Miami (CSI: Miami) créée par Donahue, Zuiker et Mendelsohn : Conner (série télévisée)

épisode 2, saison 1 : Apparences trompeuses (Losing Face
- 2002 : Paranormal Girl d'Andrew Fleming (téléfilm)
- 2003 : Wuthering Heights : Hendrix jeune (téléfilm)
- 2005 : Amy créée par Amy Brenneman et Jeffrey Klarik : Charley Dane

épisode 10, saison 6 : Une journée harassante (The Long Run)
- 2005 : À la Maison-Blanche (The West Wing) créée par Aaron Sorkin : Cody Zucker

Une bonne journée (A Good Day)
- 2006 : NCIS : Enquêtes spéciales (Navy NCIS) créée par Donald Bellisario et Don McGill : Sean Hodges (série télévisée)

épisode 19, saison 3 : De sang froid (Iced)
- 2009 : Crash créée par Glen Mazzara : Lorenzano (série télévisée)

épisode 5, saison 2 : You, I'll Be Following
épisode 6, saison 2 : No Matter What You Do
- 2012 : Longmire créée par John Coveny et Hunt Baldwin : T. J. Stewart (série télévisée)

épisode 3, saison 1 : C'est bien dommage (A Damn Shame)

## Doublage
- 2002 : Kingdom Hearts développé par Square : voix de Pinocchio (jeu vidéo)

## Récompenses et distinctions

### Récompenses
Young Artist Awards :
- 1997 : meilleur acteur invité dans une série télévisée de comédie, dans Sabrina, l'apprentie sorcière ;
- 1998 : meilleur jeune acteur de 10 ans ou moins dans un téléfilm, pilot, ou mini-série, dans Au risque de te perdre ;
- 1999 : meilleur acteur invité dans une série télévisée dramatique, dans Le Caméléon ;
- 2006 : meilleur groupe dans un film, dans Bad News Bears.

YoungStar Award :
- 2000 : meilleur jeune acteur dans une mini-série ou téléfilm, dans Geppetto (en).

### Nominations
Young Artist Awards :
- 2000 : meilleur jeune acteur de 10 ans ou moins dans un téléfilm ou pilot, dans La Promesse d'une mère ;
- 2001 : meilleur jeune acteur dans un premier rôle d'un téléfilm, dans Le Fils retrouvé ;
- 2003 : meilleur acteur invité dans une série télévisée dramatique, dans Les Experts : Miami ;
- 2006 : meilleur acteur invité dans une série télévisée, dans À la Maison-Blanche.

YoungStar Award :
- 1998 : meilleur jeune acteur dans une mini-série ou téléfilm, dans Au risque de te perdre.